# Ampelopsis chaffanjoni
Ampelopsis chaffanjoni är en vinväxtart som först beskrevs av Hector Léveillé och som fick sitt nu gällande namn av Alfred Rehder.
Ampelopsis chaffanjoni ingår i släktet Ampelopsis och familjen vinväxter. Inga underarter finns listade i Catalogue of Life.